# Gustav III lufthavn
Gustav III lufthavn, også kendt som Saint Barthélemy lufthavn eller St. Jean lufthavn (fransk:Aérodrome de St Jean), er en flyveplads som ligger i St. Jean på den caribiske ø Saint-Barthélemy. Både flyvepladsen og øens største by Gustavia er opkaldt efter kong Gustav III af Sverige.

## Selskaber og rejsemål
- St Barth Commuter (Saint Martin, Sint Maarten)
- Air Antilles Express (Pointe-a-Pitre) (flyves af moderselskabet Air Guyane Express)
- WinAir (Sint Maarten)